# Зарисовки из жизни Махмуда-паши
Зарисо́вки из жи́зни Махму́да-паши́ (тур. Menākıb-ı merhūm Mahmūd Paşa; осман. مناقب مرحوم محمود پاشا‎) — легендарная биография Махмуда-паши (начало 1420-х — 1474), написанная на османском турецком языке. Махмуд-паша Ангелович был выдающимся государственным деятелем, могущественным великим визирем, талантливым полководцем и флотоводцем, доверенным лицом султана на переговорах, покровителем учёных и поэтов, щедрым благотворителем. В его жизни была тёмная история с женой и предательством. Был казнён в 1474 году, однако не был объявлен преступником, семья не была лишена имущества. Его деяния и судьба не оставили равнодушными его современников, что и привело к появлению легенды о нём.

## История возникновения и датировка
Вероятно, легенда начала складываться из устных кратких рассказов и воспоминаний о Махмуде-паше людей из окружения великого визиря сразу после его казни. Затем легенда оформилась в устном варианте, обрастая новыми деталями с течением времени. Так, в текст, первоначально созданный о Махмуде-паше Ангеловиче, стали вкрапляться детали биографий других исторических личностей. Первый письменный вариант появился в XVI веке не позже примерно 1540-х годов. В некоторых существующих списках к основному сюжету добавляются эпизоды более позднего происхождения, например, связанные с нападением казаков в 1625 году. С течением времени восприятие текста потеряло связь с реальностью и Легенда уже не отождествлялась с конкретным лицом. В 1978 году Халиль Иналджик и Мевлюд Огуз определили, что в Легенде помимо Махмуда-паши Ангеловича присутствуют детали биографий двух других личностей: Кассабзаде (Кассаб-оглу) Махмуда-паши, лалы Мехмеда II, и Гедик Ахмеда-паши, сменившего Махмуда на посту великого визиря в 1473 году и также казнённого султаном Баязидом II.
По некоторым признакам можно предположить, что текст был написан не в XV веке: так, Махмуд-паша называется капуданом, тогда как такой пост появился лишь в начале XVI века. До того командующий флотом носил звание санджакбея Галлиполи. Анализ используемых названий приводит к выводу, что текст написан не ранее 1530 года.
Текст легенды апеллирует к свидетельствам очевидцев и знавших Махмуда-пашу людей. В частности, упоминается некий «раб Махмуда, Синан». В легенде упоминается, что он был мутевелли  (распорядителем) благотворительного фонда Махмуда-паши и умер в возрасте 95 лет. Такой слуга действительно существовал, его звали Имбрикчи Синан. Если довериться этому свидетельству и предположить, что этому Синану в 1474 году было 20 лет, то он должен был дожить до 40-х годов XVI века и можно датировать легенду временем не позднее примерно 1546 года.

## Манускрипты
Легенда о Махмуде-паше была популярна, потому существует достаточное количество копий.
- Библиотека Университета Братиславы; номер 446, идентификационный номер (IDNO) TE 4 — Menākıb-ı merhūm Mahmūd Paşa; часть кодекса; выполнена в 1716 году. Рукопись имеет Размер 22,5 х 16 см, текст написан на странице в одну колонку по 17 строк шрифтом nashī красными и черными чернилами[1].

Рукопись входит в Коллекцию исламских рукописей Басагича. Коллекция включена в список национальных проектов программы ЮНЕСКО «Память мира» c 1997 года. Она состоит из 284 рукописных и 365 печатных томов.
- Стамбул, Университетская Библиотека (Üniversitesi Kütüphanesi) — TY nr.2425; Menâkıb-ı Mahmûd Paşa-i Velî[9]; является самым ранним из имеющихся манускриптов, судя по почерку, однако тоже не оригинал, а базируется на ещё более раннем списке[10].
- Стамбул, Библиотека Ататюрка — Dasitan-i merhum ve magfurunleh Mahmûd Paşa-i Velî hazretlerinin hal-u sabavetinden alelvefat vaki olan ahvali ve merhum Sultan Mehmed hazretlerinin Konstantiniyye’yi feth eyledigi beyan ider; в кодексе с двумя другими текстами[9];
- Стамбул, Библиотека Сулеймание — Bagdatli Vehbi Efendi, 2187/2; Menakib-i Ayasofya ve Menakib-i Mahmûd Paşa-i Velî; в кодексе с текстом Шемсуддина об имперской версии постройки Святой Софии;[9]
- Стамбул, Национальная Библиотеа Фатиха (Fatih Millet Kütüphanesi) — Ali Emiri, 43/3, 6/1, 1136[11];
- Ankara, Университет — два манускрипта начала XVII века[12][11];
- (?); в кодексе с текстом Gazavat-i Sultan Murad ben Mehemmed Han; версия неполная[12][11].

Известно, что в трёх кодексах манускрипт с текстом легенды сведён с текстом Gazavat-i Tiryaki Hasan Paşa:
- Вена, Национальная библиотека — VNB: A.F.234; Merhum Mahmud Paşanın zaman-i sebabetinde vefatına değin vaki olan ahval-i serifleri ve menakib-i latifleri zikr olunur;
- Вена, Национальная библиотека — VNB: H.O.71d; Menakib-i Mahmûd Paşa-i Velî ;
- Маниса, Городская публичная библиотека (Manisa İl Halk Kütüphanesi), No 5070 (1757) — MIHK: No. 5070; Feth-i Konstantiniye ve Mahmûd Paşa-i Velî ve Tiryaki Hasan Paşa Cihadi.

Во втором и третьем кодексах тексты Menâkıb-ı Mahmûd Paşa-i Velî  совпадают друг с другом, в первом отличается от двух других. В третьем кодексе добавлен ещё третий текст об осаде Константинополя..
Легенда была популярна ещё в XIX веке и была напечатана дважды.

## Содержание легенды
Содержание приводится по тексту из манускрипта TY nr.2425.
Мурад II раз в год рассылал шпионов во все концы империи, чтобы знать, что происходит. Однажды один из шпионов Мурада II у города Манастир заметил толпу монахов. Он спросил, зачем они собрались, и получил ответ, что у них есть традиция собираться каждый год и задавать разные вопросы друг другу. Кто даст лучшие ответы, того они выбирают лидером. Шпион заинтересовался и стал наблюдать. В итоге кто-то задал вопрос, на который никто не мог ответить. Тогда один юноша вышел вперёд и дал ответ. Он и был избран главным среди монахов. Вернувшись в Стамбул, шпион поведал об этом умном монахе, и Мурад забрал юношу, сына мясника (Kassaboglu, Kassabzade), к себе на службу, но сначала отправил его учить Коран.
Через два года султан повелел улема собраться и «проэкзаменовать» юношу. Ему задавали самые разные вопросы, но он ответил на все. Самый последний вопрос задал кадиаскер, но юноша ответил, что лучше него на вопрос ответит сам кадиаскер. Тому понравилась скромность юноши, он сказал, что тот превосходит всех учёных людей, и сообщил султану, что его можно назначить на любой пост. На следующий день султан позвал великого визиря и понизил его до второго визиря, отдав его пост юноше — Махмуду-паше.
Враги Махмуда-паши интриговали и оклеветали его перед Мурадом, в итоге султан велел его арестовать и казнить. Когда Махмуд прибыл на место казни со связанными руками, люди рыдали и кричали, говорили пойти и просить султана не казнить его. Палачи выполнили просьбу людей, сходили к султану и сообщили о происходящем, но Мурад был непреклонен. Палачи приготовились сдерживать возмущённую толпу, однако в критический момент паша чудесным образом исчез. Стали поговаривать, что он спас себя с помощью магии. На следующий день некий человек встретил двух путников, одним из которых был Махмуд-паша, а второй, назвавшийся Хизиром, был почтенным старцем, который сказал, что он спас Махмуда. Хизир велел встретившему их идти в Эдирне и сказать султану, что Махмуд вернётся. Султан встретил вестника с уважением и одарил. Когда Махмуд вернулся, султан извинился перед ним.
Вскоре Мурад умер. Тридцать или сорок тысяч татар из Крыма атаковали Эдирне. Новый султан, Мехмед, призвал Махмуда и поручил ему разобраться с татарами. Затем Махмуд построил Румелихисар и помог Мехмеду захватить Константинополь. Затем Махмуд-паша занимал разные важные посты: капудан-паши, кадиаскера, бейлербея Румелии.
В легенде есть эпизод, связанный с возведением мечети. В этом эпизоде Махмуду-паше во сне является пророк Мухаммед.
Великий визирь Ибрагим-паша, которого когда-то Мурад лишил поста ради Махмуда-паши, написал письмо якобы своей жене и якобы от Махмуда-паши. Из текста следует, что Махмуд-паша предлагает жене визиря его отравить. Это письмо визирь отнес султану и обвинил Махмуда-пашу. Султан разгневался и заключил Махмуда-пашу в Едикуле.
Затем выяснилось, что на Махмуда наложено заклятие некоей женщиной. Когда друзья Махмуда нашли эту женщину, она сообщила, что это месть за её сына, который был удавлен за преступление по приказу Махмуда.
Перед смертью Махмуд-паша написал завещание, помолился и дал палачам золото. Затем его удавили тетивой от лука.
После казни в ворота раздался стук — это посланец от султана, который принёс приказ отложить казнь, но уже слишком поздно. Ночью тело Махмуда-паши положили перед мечетью. Слуги охраняли тело своего господина. Сам султан явился к телу и произнёс: «Махмуд, убив тебя, я сделал тебя султаном того мира». Затем тело его похоронили.